# 沃日镇
沃日乡，是中华人民共和国四川省阿坝藏族羌族自治州小金县下辖的一个乡镇级行政单位。

## 行政区划
沃日乡下辖以下地区：
官寨村、木栏村、黄家山村、甘沟村、窄小村和色不龙村。